# 有馬瑞香
有馬 瑞香（ありま みずか、1948年1月16日 - ）は、日本の女性声優。鹿児島県出身。アーツビジョン所属。以前は、有馬 瑞子（ありま みずこ）の芸名で活動していた。

## 略歴
鹿児島県立短期大学卒業。文学座養成所経て、文学座出身。内田朝雄事務所、太陽プロモーション、JKプランニング、同人舎プロダクションを経て、アーツビジョン所属となった。

## 人物
方言は鹿児島弁。
クールな大人の女性の役を演じる。
趣味・特技は山歩き。

## 出演

### テレビアニメ
1977年
- 超合体魔術ロボ ギンガイザー（女占師サロメ、子供、母）
- 超スーパーカー ガッタイガー（クイーン・デモン）
- ヤッターマン（アナウンサー）

1978年
- ルパン三世 (TV第2シリーズ)

1979年
- ベルサイユのばら（1979年 - 1980年）

1982年
- 手塚治虫のドン・ドラキュラ（女歯科医）
- 野生のさけび

1985年
- 六三四の剣（東堂朝香）

1986年
- 愛少女ポリアンナ物語（ドリス・ケント）

1987年
- 機甲戦記ドラグナー（妻）

1989年
- アイドル伝説えり子（婦長）
- 獣神ライガー（1989年 - 1990年、女帝ザーラ）
- 魔動王グランゾート（サラマンドラ、フェニックス）
- ミスター味っ子（良子）
- 私のあしながおじさん（女医）

1991年
- おにいさまへ…（智子の母）
- 太陽の勇者ファイバード（池之坊校長）
- ハイスクールミステリー学園七不思議（絵美の母）
- 丸出だめ夫（サラの母）
- 横山光輝 三国志（1991年 - 1992年）

1992年
- 2020年ワンダー・キディ
- フランダースの犬 ぼくのパトラッシュ（母親、召使い）
- 見ると強くなる 痛快!横綱アニメ ああ播磨灘（松子、浄窓寺のおかみさん）

1994年
- ミラクル★ガールズ（老婆）
- モンタナ・ジョーンズ（ユニス）
- 勇者警察ジェイデッカー（インティ）

1995年
- 十二戦支 爆烈エトレンジャー（おばあさん）
- 忍空（母親）

1996年
- 怪盗セイント・テール（大野）
- みどりのマキバオー（ミドリコ）
- 名探偵コナン（1996年 - 2015年、梶美恵、青木碧）

1997年
- 手塚治虫の旧約聖書物語（ミリアム）

1998年
- 男はつらいよ（母親）
- ふしぎなメルモ（リニューアル版）（母犬、母親）
- 魔術士オーフェン（付き人）

2000年
- はじめの一歩（ヴォルグの母）
- ファーブル先生は名探偵（マダム）

2001年
- 犬夜叉（2001年 - 2002年、おばあさん、椿〈老婆〉）
- 逮捕しちゃうぞ SECOND SEASON（おばあさん）

2002年
- あたしンち（ばーちゃん）
- おジャ魔女どれみドッカ〜ン!（ナナさん）

2003年
- D・N・ANGEL（ビアンカ・V・ヴァンデンバーグ）
- フルメタル・パニック?ふもっふ（坪井校長）

2005年
- ピーチガール（操の母親）
- 勇者王ガオガイガーFINAL GRAND GLORIOUS GATHERING（ロゼ・アプロヴァール）

2006年
- ブラック・ジャック（天道の母）

2009年
- クレヨンしんちゃん（ふさえ）
- 獣の奏者 エリン（影B）

2012年
- Another（民江）
- あらしのよるに 〜ひみつのともだち〜（メイのおばあちゃん）

2016年
- 新あたしンち（ばあちゃん）

2018年
- 多田くんは恋をしない（老夫婦）

2019年
- どろろ（産婆A）

2021年
- しまじろうのわお!（縞田もみじ）

2024年
- オーイ!とんぼ（セツばあ） - 2シリーズ

### 劇場アニメ
- せんぼんまつばら 川と生きる少年たち（1992年、ふさ）

### OVA
- ズッコケ時空冒険（1988年、奥田時子）
- 華星夜曲（1989年、沙羅の母親〈2代目〉）
- ぼくの地球を守って（1993年、亜梨子の母）
- 勇者王ガオガイガーFINAL（2000年、ロゼ・アプロヴァール）

### ゲーム
- ソードマスター（1993年、カーリン・ローズ、ルシフェル〈化身・女〉）
- アルナムの牙 獣族十二神徒伝説（1994年、ヨロヅ、ヒエンママ、ギユウの母）
- 個人教授（1998年、穂高博美）
- 勇者王ガオガイガー BLOCKADED NUMBERS（1999年、ロゼ・アプロヴァール）
- シド・マイヤーズ アルファ・ケンタウリ（2000年、シスター・ミリアム・ゴッドウィンソン）
- スーパーロボット大戦NEO（2009年、女帝ザーラ）

### ドラマCD
- Weiß kreuz Wish A Dream collection II A four-leaf clover（老婦人）
- 少年濡れやすく恋成りがたし（欧彦の母親）
- 北欧神話・伝説シリーズ（ヘル）
- 魔神英雄伝ワタルシリーズ
  - 魔神英雄伝ワタル4 CDシネマ1「ヒミコと虎王の物語」（猫婆ァ）
  - 超魔神英雄伝ワタル ドラマアルバム3、4（神の鳥カザリ）

### 吹き替え

#### 映画
- アイ・アム・サム（ウィリー・ハリソン）
- 愛と哀しみのボレロ ※フジテレビ版
- 愛のそよ風（ポーラ〈ジョーン・ホッチキス〉）※フジテレビ版
- 愛を殺さないで
- 青い体験
- 悪魔の棲む家（キャロリン）
- あなたに恋のリフレイン
- 雨の訪問者（交換手）※日本テレビ版（BD収録）
- インフェルノ（看護婦）※TBS版
- ウィッシュ〜夢がかなう時 ※VHS版
- エアポート'77/バミューダからの脱出 ※日本テレビ版
- エクスタミネーター（売春婦）※フジテレビ版（ソフト収録）
- 狼よさらば
- オデッサ・ファイル（エスター・タウバー）※テレビ朝日版
- ガンジー※フジテレビ版
- キャプテン・アメリカ 卍帝国の野望（ロジャース夫人）
- ギャルハント
- キューティ・ブロンド※ソフト版
- 恐怖の魔力/メドゥーサ・タッチ（パトリシア）
- クイーン・オブ・ザ・ヴァンパイア
- 激走!5000キロ（アリス）※TBS版
- 恋人はパパ/ひと夏の恋
- コードネームはファルコン
- コブラ※テレビ朝日版
- サウンド・オブ・ミュージック (映画) ※VHS・DVD版
- ザ・ファントム/地獄のヒーロー4
- サスペリア※テレビ東京版
- 殺意の香り（ゲイル）
- 地獄の7人（ウィルクス夫人〈ジェーン・カツマレク〉）
- シティ・オブ・ジョイ
- JAWS ジョーズ2 ※日本テレビ版（BD収録）
- スパイダー/少年は蜘蛛にキスをする（ウィルキンソン夫人）
- スリーメン&リトルレディ※ソフト版
- 西部決闘史
- ダイ・ハード2（老女、空港アナウンス）※ソフト版
- 007 ゴールドフィンガー（ボニータ）※日本テレビ版
- 007 ダイヤモンドは永遠に（プレンティ、バンビ）※TBS旧録版
- ティーン・ウルフ（ホイト教師〈クレア・ペック〉）
- 天と地
- 盗聴
- ナポリと女と泥棒たち（コンチェッツィーナ〈クローディーヌ・オージェ〉）※テレビ東京版
- 南京の基督
- ハウリング
- ビバリーヒルズ・コップ3（サンダーソンの秘書）※ソフト版
- ファイアーライト/情炎の愛（コンスタンス〈リア・ウィリアムズ〉）
- フォーリング・ダウン（アマンダ）※ソフト版
- 復讐のガンマン（ロジータ）
- プレタポルテ（ニーナ）
- 砲艦サンパブロ（メイリー）
- 炎のランナー（シビル・ゴードン）※TBS版
- ボルサリーノ（マダム・リナルディ）※テレビ朝日版
- マグダレーナ/美しき娼婦（アンナ）
- マニトウ
- マネキン
- 野獣捜査線
- ユニバーサル・ソルジャー（ルークの母）※ソフト版
- 夜の訪問者 (映画)（モイラ[18]）※日本テレビ版
- レッド・オクトーバーを追え!※ソフト版
- レナードの朝
- ワンダーウーマン（イブ）

#### ドラマ
- アメリカン・ヒーロー
- アリー my Love
- マイコン大作戦（アイリーン・アドラー）
- 主任警部モース

#### アニメ
- 宇宙空母ギャラクティカ（カシオピア）
- チキンラン（ミセス・トゥイーディー）

### 特撮
- 五星戦隊ダイレンジャー（1993年、口紅歌姫の声[19]）

### シリーズ一覧
1. ↑  第1期（2024年）、第2期（2024年）